# 托斯卡纳大公国
托斯卡納大公國為一個在1569年至1859年間，存在於意大利中部的國家。為第一個廢除死刑的主權國家。
此大公國取代之前的佛羅倫斯公國，並一直維持在今意大利托斯卡納地區一帶的統治。而在其北方，同屬今意大利托斯卡納地區的一部分土地，則另外建立了馬薩與卡拉拉公國，以及盧卡共和國與後來建立的盧卡公國。1860年，托斯卡納大公國被由薩丁尼亞主導的意大利王國所合併。

## 建立及發展
托斯卡納大公國最初由意大利著名的美第奇家族所統治。當時美第奇的科西莫一世經過多番戰鬥，把托斯卡納周邊的敵人消除後，於1569年建立此一大公國，並自封為托斯卡納大公。直至1737年，當時的統治者吉安·加斯托内·德·美第奇去世，而此君亦無任何子嗣，令美第奇家族在托斯卡納的統治告終。適逢當時波兰王位继承战争結束，法國、西班牙及薩伏依聯軍在戰爭中取得勝利，參戰國協定洛林公爵弗朗茨·史蒂芬把洛林公國讓予當初被廢黜的波蘭國王萊什琴斯基。為了彌補他的損失，當時出現統治空位的托斯卡納大公國便成為其補償。托斯卡納大公國遂在1745年始由哈布斯堡-洛林皇室的弗朗茨統治，稱弗朗切斯科一世（Francesco I）。自此哈布斯堡掌握了此地的統治權。當弗朗切斯科一世在1765年去世後，其次子利奧波多一世繼位，直至1792年。在利奧波多一世統治期間，托斯卡納大公國成為第一個廢除死刑的主權國家。

## 廢除
1790年，利奧波多一世之子費迪南多三世繼任為托斯卡納大公。直至1800年，拿破崙崛起，征服帕爾馬公國。為了補償帕爾馬公爵，拿破崙於是在翌年與費迪南多三世簽署阿蘭胡埃斯條約（Treaty of Aranjuez）。此條約要求費爾南多三世放棄托斯卡納大公國，轉任薩爾茨堡選帝侯。而在原有的土地上，建立新的伊特魯里亞王國，由來自波旁家族分支的帕爾馬公爵盧多維科一世出任統治者。托斯卡納在1801年3月21日遭到廢除。

## 再次建立
1807年，伊特魯里亞王國被拿破崙解散，原有領土被併入法國的行政區劃內，隨後的七年一直為法國直接控制。1814年，拿破崙於萊比錫戰役被擊敗，費迪南多三世再次復位。其後在1824年，費迪南多三世的子嗣利奧波多二世取代其位置，並維持統治至1859年。在此期間，發生了牽涉整個歐洲的1848年革命，托斯卡納亦受影響。1849年2月9日，托斯卡納的共和派人物建立短暫的共和統治並頒布憲法，但不久即為奧地利軍隊所鎮壓。利奧波多再次繼續其統治。
1848年革命失敗以後，年輕的奧國新皇帝弗朗茨·约瑟夫在1849年登基，鎮壓新聞自由和恢復私刑審判，將帝國帶向開明專制的強勢統治：他任命的首相巴赫，開始了被稱為「巴赫專制」的鐵腕治國；托斯卡納也深受影響，1852年憲法被廢除，利奧波多二世大公失去了原有的人氣而被嫌棄。譬如書刊檢查恢復執行，並實行更嚴格的警察監督，以致所有（資產階級）政治活動的自由都被鎮壓了。行政、司法和財政制度也改組地很有效率，但加重了財務壓力與人民的稅負。

## 消亡
1859年6月24日，法、薩兩國聯合向奧地利帝國宣戰，即第二次意大利獨立戰爭。其後法國單方面向奧地利媾和，簽署停戰協定，隨後更在蘇黎世的三國會議中，提出反對使用武力的條款。此舉令奧地利不能再輕易動用軍隊。亦因如此，具哈布斯堡家族血統的利奧波多二世，失去了奧地利的保護，令群眾趁機反對其統治。同年7月，利奧波多逃亡至維也納，讓位予其子斐迪南四世。不過當此君繼承爵位時，托斯卡納已經落入薩丁尼亞的管理下，而他亦在同年8月16日被托斯卡納實際上的政府所廢黜。1859年12月，托斯卡納大公國與摩德納公國及帕爾馬公國組成中意大利聯合省，隨後更在1860年3月被薩丁尼亞接收。自此托斯卡納大公國即告消亡。

## 旗帜

美第奇时代国旗 (1562-1737)
海军旗 (1737-1749)
商船旗 (1815-1840)
小纹章政府旗帜 (1840-1848, 1849-1860)
大纹章政府旗帜 (1840-1848, 1849-1860)
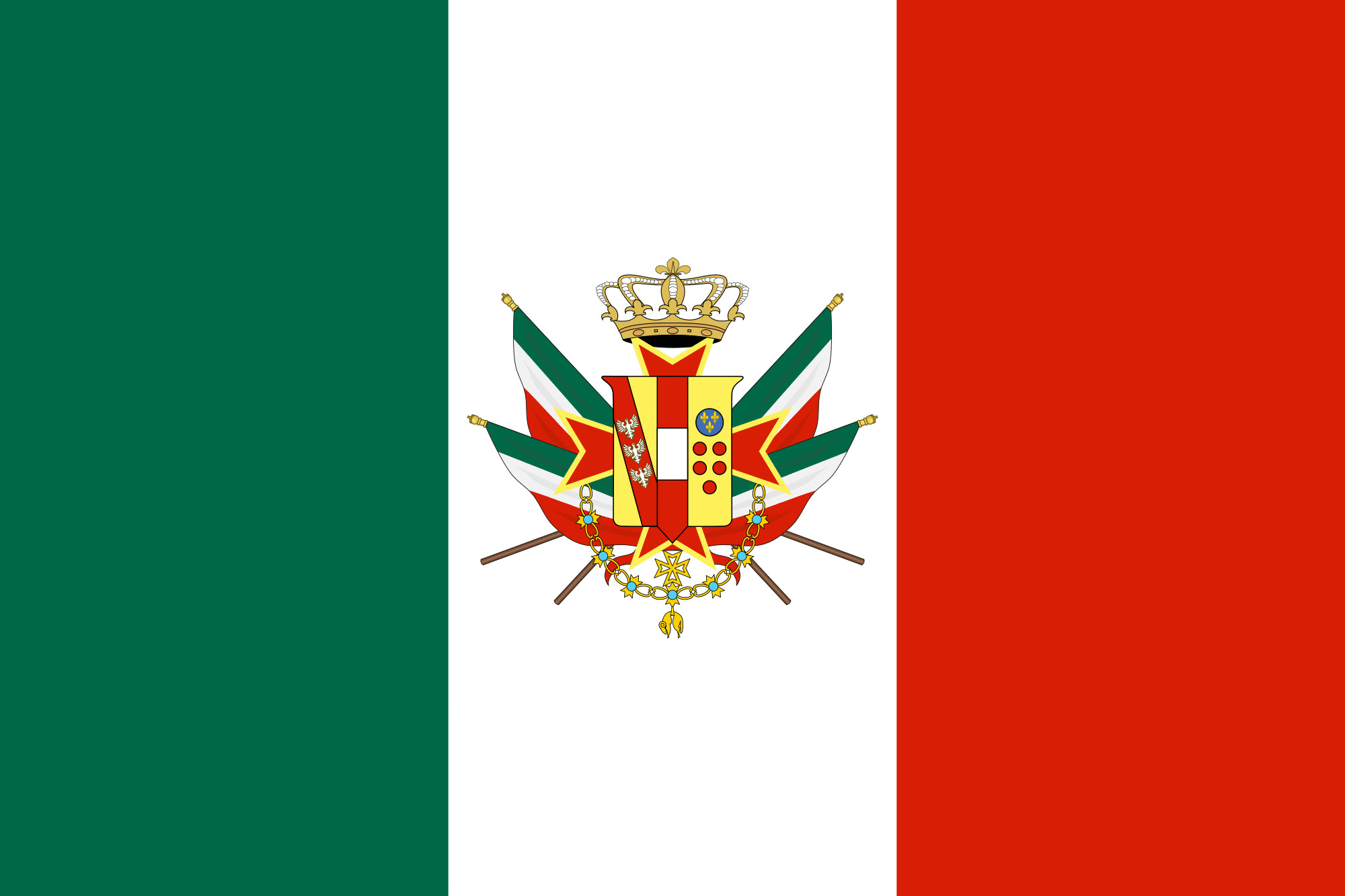
1848-1849

## 外部連結
- （英文） 美第奇家族史 （页面存档备份，存于）
- （英文） 托斯卡納歷史 （页面存档备份，存于）